# IBM Personal Computer/AT
El IBM Personal Computer/AT, denominado popularmente IBM AT y a veces PC AT o PC/AT, fue el PC de segunda generación de IBM, diseñado en torno a un microprocesador Intel 80286 a 6 MHz y lanzado el 14 de agosto de 1984 como el modelo 5170. Más adelante, IBM lanzó una versión a 8 MHz.
Las siglas AT significaban «Advanced Technology» («Tecnología Avanzada») debido a que el AT incorporaba varias tecnologías novedosas que eran nuevas en los computadores personales, como el modo protegido del procesador Intel 80286, o las disqueteras de 5 1/4 pulgadas de alta densidad (1,2 MB), que más tarde se convertirían en un estándar de la industria.
Se lanzaron dos modelos: el PC/AT Model 1 de 256 KiB de RAM, dos disqueteras y un pantalla en color) y el PC/AT Model 2 (512 KiB de RAM, una disquetera, disco duro y pantalla en color). Los precios partían de los US$5295 (equivalente a $15 529 en 2023) para la configuración básica y podían llegar a unos US$9000 (equivalente a $26 395 en 2023) en las configuraciones más avanzadas.
El PC/AT fue revolucionario, pero fue la última vez que IBM consiguió imponer un estándar en la industria de los clones «compatible PC». Con su sucesor, el Personal System/2, intentó estandarizar -sin éxito- su bus Micro Channel, pero debido al elevado coste de la licencia, los grandes fabricantes optaron por crear su propia arquitectura, EISA. Con el cese en la producción del AT, se paralizó la compatibilidad con los clones, hasta que IBM cesó la producción de su PS/2 y adoptó los estándares impuestos por los demás fabricantes.

## Características
- Fue el primer sistema basado en el Intel 80286 o 286. El 286 soporta dos modos de operación: modo real y modo protegido. El modo real emula el entorno básico de ejecución del 8088/8086 con 1 MB de espacio de direccionamiento, lo cual le otorga compatibilidad con el software para IBM PC/PC XT. En el modo protegido, se proporciona soporte para entornos multitarea. El espacio completo de 16 MB (16 MiB) y 1 GB (GiB) de memoria virtual también se soporta en el modo protegido.

- AT-Bus: la placa base del AT cuenta con un bus de datos de 16 bits y un bus de direcciones de 24 bits que era retrocompatible con las tarjetas de expansión de los IBM PC/PC XT (con un bus de datos de 8 bits y un bus de direcciones de 20 bits)

- 15 IRQs configurables y 7 canales DMA (frente a las 8 IRQs y 4 DMAs del IBM PC). Las IRQ de 8 a 15 cuelgan en cascada de la IRQ 2, lo que deja 15 activas en lugar de 16; similarmente, se empleó un chip DMA 8237 en configuración «esclavo» para controlar las transferencias de 8 bits (canales 0 a 3), colgando del canal 4 de otro 8237 encargado de las operaciones de 16 bits (canales 5, 6 y 7), quedando así un total de 7 canales activos (en lugar de 8).

- Un máximo de 15 MB de memoria RAM gracias al bus de direcciones de 24 bits. Por el contrario, el PC original solo soportaba 640 KB. Si se instalaba más de 640 KB de RAM en el AT, la memoria adicional por encima de esos 640 KB se remapeaba por encima de 1 MB (memoria extendida).

- Se integró una batería de 6v para alimentar el reloj del sistema (Reloj en Tiempo Real o Real Time Clock) y 50 bytes de memoria CMOS para almacenar los parámetros de la BIOS; el IBM PC requería configurar manualmente la fecha y hora con los comandos Time y Date, o bien una tarjeta de expansión con RTC, para evitar el 01-01-80 por defecto.

- El ordenador incluía un nuevo teclado de 84 teclas (siendo la última SysRq) similar a los que se usan actualmente, con teclas de cursor, un teclado numérico separado del resto de teclas e indicadores LED para Caps Lock/Scroll Lock/Num Lock. Usaba el mismo conector DIN 5 que el IBM PC y era eléctricamente compatible con el mismo, pero generaba diferentes señales de entrada. Más adelante, se sustituyó por un teclado de 101/102 teclas (Enhanced keyboard).

- Introdujo una nueva disquetera de 5 1/4" de alta densidad y disquetes de 1,2 MB (HD), más del triple de capacidad que los disquetes de 360 KB del IBM PC de primera generación.

- Disco duro de 20 MB con un tiempo de respuesta de 40 ms, el doble de rápido que el disco de 10 MB con el que contaba el PC XT. Desafortunadamente, las primeras unidades tenían muchos problemas de fiabilidad.

- Microsoft e IBM lanzaron una nueva versión (3.0) de DOS para soportar las nuevas características del PC/AT: la nueva unidad de disquetes de 5,25" (1,2 MB), las nuevas capacidades de disco (20 MB y más), etc.

- Contaba con una cerradura con llave en el frontal para bloquear el acceso al ordenador.

- Opcionalmente, se podía adquirir el adaptador Enhanced Graphics Adapter (EGA) con una resolución de 640x350 y 16 colores simultáneos (de una paleta de 64) o el PGC (Professional Graphics Controller) de hasta 640x480@256 colores (de una paleta de 4096) con aceleración 2D y funciones 3D para aplicaciones CAD.

## Problemas
- El bus de 16 bits, junto con el menor número de ciclos requeridos por instrucción, dieron lugar a un ordenador demasiado rápido desde el punto de vista empresarial. Por ello, para proteger sus divisiones de mainframes y minicomputadores, IBM lanzó la primera versión (139) del 5170 a sólo 6 MHz. Muchos clientes cambiaron el cristal original a 12 MHz por otro a 16 MHz, aumentando la frecuencia de la CPU a 8 MHz. Como respuesta, IBM lanzó una revisión (239) que no permitía arrancar el ordenador a una frecuencia mayor que la original. En la última revisión (339) se aumentó la frecuencia original a 8 MHz.

- Los primeros discos duros del PC/AT (no incluido en el modelo básico), fabricados por Computer Memories Inc., eran muy poco fiables, con una tasa de fallo de hasta un 30%.[4] El problema se atribuyó, en parte, al incremento del número de pedidos por parte de IBM, que pasó de 90.000 en 1984 a 240.000 en 1985. La causa del error era el fallo a la hora de retraer el cabezal de lectura/escritura cuando se apagaba el ordenador, además de un bug en el sistema de archivos FAT de DOS 3.0.[5]

- IBM empleó un nuevo chip UART (Transmisor-Receptor Asíncrono Universal) de National Semiconductor, el 16550, cuya característica principal era un búfer FIFO o cola que impide la pérdida de información si el sistema no atiende a tiempo las interrupciones. Desafortunadamente, el NS16550 original salió con los búferes defectuosos, con lo que trabajaba como un NS16450 común. Al poco tiempo, National Semiconductor lanzó una versión corregida y mejorada, la 16550A.

- La unidad de discos flexibles de 1,2 MB causó muchos quebraderos de cabeza. Algunos PC/AT venían con una unidad de alta densidad y una unidad «corriente» de 360 KB. Para las unidades, era imposible detectar que tipo de disquete se había insertado, y la única pista que tenía el usuario era la etiqueta del propio disco y un asterisco en el frontal de la unidad de 360 KB. Si se usara accidentalmente un disco de 1,2 MB en la unidad de 360 KB, funcionaría por un rato, pero el material de alta remanencia de la superficie del disco recibiría una magnetización muy débil, con lo que la lectura del disco sería problemática. Lo mismo ocurría al usar un disco de baja densidad en la unidad de 1,2 MB: funcionaría aparentemente bien, pero fallaría tras unos cuantos ciclos de lectura/escritura. Además, el cabezal de la unidad de alta densidad produce pistas más pequeñas que el de la unidad de doble densidad, con lo que un disco de 360 KB sobreescrito en la unidad de 1,2 MB sería perfectamente legible en ésta, pero produciría multitud de errores en una unidad de doble densidad: la unidad de 1,2 MB solo leería la parte sobreescrita, mientras que la otra leería toda la información.

## Clones del PC/AT
Los esfuerzos de IBM por patentar la marca AT fracasaron, y numerosos clones aparecieron. AT se convirtió en un término estándar para designar a cualquier ordenador que emplease un procesador 286 o superior. Tras el lanzamiento de las especificaciones ATX de Intel en 1995, AT pasó a designar a las placas base cuyo tamaño y posición de los tornillos se aproximaba a los del estándar original de IBM, a las fuentes de alimentación que pudieran conectarse a las mismas y las cajas que pudieran contenerlas.
La arquitectura AT se convirtió en un estándar ad hoc de la industria. Las fuentes de alimentación y placas base que cabían en una caja AT solían caber en otra, pero las especificaciones no eran universales y en ocasiones había incompatibilidades. Dichas especificaciones incluían la localización del conector del teclado y las ranuras de expansión en la placa base con sus correspondientes aberturas en el chasis, además de las características físicas y eléctricas del conector de alimentación de la placa base y el altavoz. Una fuente de alimentación compatible AT tiene un ventilador, cuatro agujeros de montaje en lugares específicos y un interruptor. El tamaño de las unidades de disco, conectores y puntos de montaje no formaban parte del estándar AT; se emplea el mismo tipo de unidades tanto en los AT como en los PS/2 y los ATX.
En 1986, Intel lanzó el 80386 o 386. IBM introdujo el 386 con los PS/2, una familia de PC que empleaba una nueva arquitectura de bus propietaria: el bus paralelo Micro Channel. El resto de la industria se adhirió al bus AT y produjo sistemas 386 con bus AT.

## IBM 3270 AT
IBM lanzó una versión de su AT, denominada 3270 AT o model 5281, la cual contenía hardware adicional diseñado para emular el comportamiento del terminal IBM 3270, a semejanza del 3270 PC (basado en el PC XT). Por tanto, el 3270 AT podía funcionar como un terminal conectado a un mainframe o como un ordenador independiente.
El 3270 AT (así como el 3270 PC) empleaba un teclado y una pantalla diferentes. Para soportarlos y para poder funcionar como un terminal, algunas de las siguientes tarjetas de expansión han de estar presentes:
- Una tarjeta de vídeo que ocupaba de 1 a 3 slots ISA, dependiendo de la configuración: además de la tarjeta principal, se podía adquirir una tarjeta adicional que permitía el uso de un set de caracteres definido por el usuario, además de una tarjeta que implementaba más modos gráficos, como CGA.

- Una interfaz de red para conectarlo al mainframe, que empleaba un conector BNC.

- Una tarjeta controladora de teclado, que a su vez contenía la BIOS para las otras tarjetas adicionales, necesaria para su funcionamiento.

| Predecesor: IBM 5160 | Arquitectura x86 de IBM | Sucesor: IBM Personal System/2 |